# Diablo: Hellfire
Diablo: Hellfire (cu sensul de Diablo: Focul iadului) este un pachet de expansiune al jocului video Diablo, dezvoltat de Synergistic Software, o divizie Sierra, și publicat de Sierra On-Line în 1997. În ciuda obiecțiilor Blizzard Entertainment, expansiunea Hellfire a fost produsă și a primit acordul celor de la Davidson & Associates⁠(d), compania lor-mamă la acea vreme. Blizzard North, care dezvolta continuarea Diablo II, a impus numeroase restricții asupra dezvoltării Hellfire de către Synergistic Software.
Hellfire a fost relansat alături de Diablo în 1998 într-un pachet numit Diablo + Hellfire. Hellfire a fost lansat digital de Blizzard Entertainment la 5 iunie 2019 ca supliment gratuit la fiecare achiziție a jocului Diablo original pe GOG.com.

## Prezentare generală
Hellfire este o expansiune pentru un singur jucător. Deși există câteva moduri multiplayer care pot fi deblocate, Hellfire nu poate fi jucat pe serviciul de jocuri online Battle.net al Blizzard, iar modificările sale nu se transferă personajelor online. Cu toate acestea, expansiunea oferă multe funcții noi ca joc pentru un singur jucător și, de asemenea, nu interferează cu capacitatea unui utilizator de a juca în continuare Diablo cu serviciul Blizzard. Hellfire se integrează în Diablo și, datorită designului său ca o „incursiune opțională, în afara drumurilor bătute”, temnițele sale pot fi evitate în întregime.
Povestea din Hellfire apare ca o parte din intriga principală a jocului original. Un vrăjitor, în timp ce face un ritual, eliberează fără să știe demonul Na-Krul în orașul Tristram, dar înainte ca acesta să poată scăpa complet, vrăjitorul sigilează magic ușile. Jucătorul este ulterior însărcinat să se aventureze în bârlogul lui Na-Krul și să-l învingă. Pentru a avea acces la temnițe, jucătorul trebuie să vorbească cu Lester Fermierul, care se află la nord de Tristram, lângă turma sa de vaci; totuși, dacă jucătorul vorbește cu Lester înainte de a ajunge într-un anumit punct al căutării principale Diablo, acesta va ezita să-i ceară să intre în noile temnițe.
Pachetul de expansiune adaugă mai multe îmbunătățiri la Diablo, inclusiv două noi setări pentru temnițe, Cuibul și Cripta (Nest & Crypt), misiuni suplimentare de îndeplinit, câteva obiecte de joc suplimentare (inclusiv uleiuri care afectează proprietățile obiectelor), rune care pot fi transformate în capcane, o pagină nouă de vrăji, arme și armuri noi, altare noi, nume noi de inamici, o creștere vizibilă a forței și puterii lui Diablo și o serie de îmbunătățiri ale interfeței. Călugărul era singura clasă de personaje pe care Synergistic Software a avut voie să o adauge; clasa Călugăr este menită să fie competentă în lupta corp la corp, câștigă bonusuri de apărare de la o armură mai ușoară (dar nu de la o armură mai grea) și este mai eficientă decât alte clase care luptă cu mâinile goale (sfidând progresul RPG standard în care un personaj devine mai puternic prin ridicarea unui echipament mai bun). Există, de asemenea, două clase de personaje ascunse, Barbarul cu topor și Bardul care își poate folosi ambele mâini, aceste clase pot fi jucate cu o modificare a fișierului. Fiind personaje neterminate rămase în codul jocului ca ouă de Paști, ele folosesc arta Războinicilor și, respectiv, a Pungașilor (Rogue), și nu au nicio istorie.
Restul expansiunii se integrează mai bine în aventura principală. Obiecte precum uleiuri, arme noi, inele și armuri și rune se găsesc printre alte tipuri mai comune de obiecte, iar noile cărți de vrăji, inclusiv cărți pentru două vrăji existente anterior, care nu aveau cărți, și suluri se găsesc în aceleași tipuri de locuri. Se găsesc altare noi acolo unde pot fi găsite în mod normal. Temnițele Hellfire sunt populate cu inamici noi care nu apar în misiunea principală Diablo, în timp ce dificultatea temnițelor Hellfire de la nivelurile 1–8 o oglindește pe cea de la nivelurile 9–16 ale misiunii principale Diablo, necesitând personaje experimentate pentru a explora.
Unele dintre caracteristicile de confort mai noi includ opțiunea de a vă deplasa mai rapid prin oraș folosind comutatorul „jog” din meniul de opțiuni; o vrajă care evidențiază obiectele aflate pe podea ca și cum cursorul ar fi plasat peste ele; și o vrajă care teleportează jucătorul la cea mai apropiată scară găsită la acel nivel al temniței. Acestea au fost aprobate de Blizzard North și unele au fost adoptate pentru Diablo II.

## Recepție
Hellfire a ajuns în finala pentru acordarea premiului „Best Add-On” de către revista Computer Gaming World în 1998, dar a fost în cele din urmă acordat expansiunii StarCraft: Brood War.

## Recenzii
- Envoyer (germană) (Numărul 16 - februarie 1998)[7]